# آزمایش بارداری

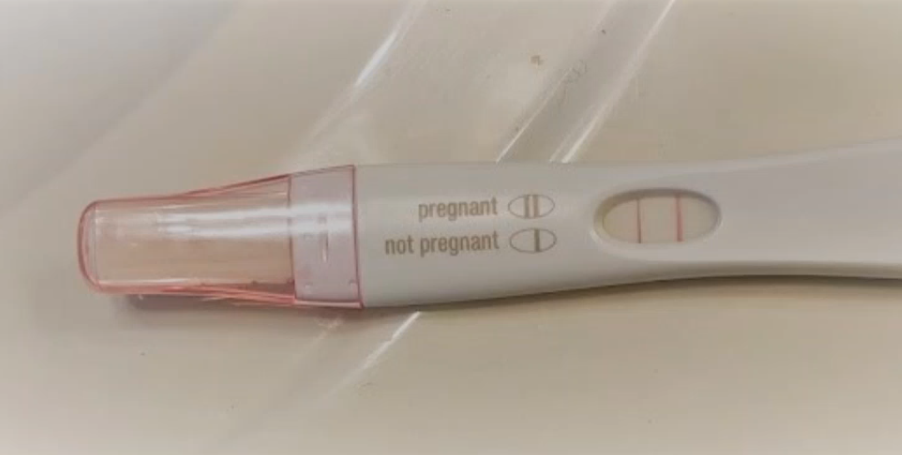
یک بی‌بی چک مدرن، که نتیجه مثبت را نشان می‌دهد

متداولترین، آسانترین، ارزانترین و سریعترین روش تشخیص حاملگی، جستجوی هورمون گنادوتروپین جفتی انسان (hCG: human Chorionic Gonadotropin) در ادرار یا با استفاده از روش‌های سرولوژی می‌باشد.

## محاسبه زمان شروع بارداری
برای لقاح و شروع بارداری، یک سلول تخمک از تخمدان شما آزاد می‌شود. این زمان حدود ۱۴ روز بعد از اولین روز آخرین قاعدگی است (آخرین قاعدگی را در علم پزشکی LMP می‌نامند). سلول تخمک می‌تواند ۱۲ تا ۲۴ ساعت پس از آزاد شدن زنده بماند. برای حامله شدن، اسپرم باید طی این زمان به تخمک برسد و آن را باردار کند. اسپرم می‌تواند نزدیک به ۷ روز در بدن شما زنده بماند. این به معنای آن است که اگر ۷ روز قبل یا در حین یا بعد از تخمک گذاری، رابطه جنسی برقرار کنید شانس حاملگی وجود دارد. طبق پیشنهاد پزشکان، اگر شما با همسرتان هردو قصد بچه دار شدن و حاملگی را دارید، برای بهترین نتیجه، باید هر دو تا سه روز طی هر ماه رابطه برقرار کنید و نیازی به محاسبه روز تخمک‌گذاری و رابطه کنترل شده ندارید چرا که با این کار استرس بیشتری پیدا خواهید کرد و شانس موفقیت کاهش می‌یابد. بعد از ۷ روز از لقاح مقدار هورمون اچ‌سی‌جی در ادرار شما به حدی می‌رسد که قابلیت اندازه‌گیری پیدا می‌کند. البته در خانم‌های مختلف متفاوت است ولی بسته به کیفیت وسایل اندازه‌گیری می‌تواند بیشتر یا کمتر هم باشد.

## راهنمای استفاده از بی‌بی چک
چنانچه هنگام استفاده از بی‌بی چک، دو خط صورتی مشاهده شد، به معنی مثبت بودن پاسخ تست بارداری است. اگر یک خط سفید به همراه یک خط صورتی ظاهر شد، به معنای منفی بودن تست است. چنانچه یک خط صورتی به همراه یک خط صورتی کمرنگ مشاهده شد، یعنی جواب تست معتبر نیست و باید چند روز دیگر مجددا امتحان کرد. در صورتیکه برای نخستین بار پاسخ تست منفی بود، باید چند روز بعد، مجددا امتحان کرد، چرا که ممکن سطح هورمون اچ‌سی‌جی به حد نصاب خود نرسیده باشد و پاسخ منفی کاذب را دریافت کرده باشید.

## هورمون اچ‌سی‌جی
هورمون اچ‌سی‌جی در دوران حاملگی، توسط سلولهای سین سیتروترفوبلاست (Syncytiotrophoblast) جفت (Placenta) تولید شده و در سرم و ادرار قابل تشخیص است. این هورمون ۳ تا ۵ روز بعد از عقب افتادن عادت ماهانه (Menstrual cycle) در ادرار و قبل از آن، در سرم بانوان باردار قابل تشخیص است، و حدود دو هفته پس از زایمان طبیعی، در سرم ناپدید شده و قابل تشخیص نمی‌باشد. هورمون اچ‌سی‌جی ساختار گلیکو پروتئینی دارد. مقدار قند هورمون مذکور از تمام هورمونهای دیگر انسان بیشتر است. هورمون اچ‌سی‌جی از دو زنجیره آلفا (a) و بتا (b) تشکیل شده‌است. زنجیره آلفای هورمون اچ‌سی‌جی از نظر ساختمانی با هورمونهای LH ـ FSH و TSH مشابه است، اما زنجیره بتای آن، ساختار منحصر به فردی دارد، به همین دلیل، اساس آزمایشهای سرولوژی تعیین حاملگی، جستجوی زنجیره بتای هورمون اچ‌سی‌جی در ادرار می‌باشد.

## راهنمای سطوح اچ‌سی‌جی در طول بارداری
زمانها بر اساس سن حاملگی (Gestational Age) (تعداد هفته‌هایی که از اولین روز آخرین قاعدگی (LMP) گذشته‌است) می‌باشد:
- ۳ هفته از LMP گذشته باشد: ۵۰-۵ mIU/ml
- ۴ هفته از LMP گذشته باشد: ۴۲۶-۵ mIU/ml
- ۵ هفته از LMP گذشته باشد: ۷۳۴۰-۱۸ mIU/ml
- ۶ هفته از LMP گذشته باشد: ۵۶۵۰۰-۱۰۸۰ mIU/ml
- ۸-۷ هفته از LMP گذشته باشد: ۲۲۹۰۰۰-۷۶۵۰ mIU/ml
- ۱۲-۹ هفته از LMP گذشته باشد: ۲۸۸۰۰۰-۲۵۷۰۰ mIU/ml
- ۱۶-۱۳ هفته از LMP گذشته باشد: ۲۵۴۰۰۰-۱۳۳۰۰ mIU/ml
- ۲۴-۱۷ هفته از LMP گذشته باشد: ۱۶۵۴۰۰-۴۰۶۰ mIU/ml
- ۴۰-۲۵ هفته از LMP گذشته باشد: ۱۱۷۰۰۰-۳۶۴۰ mIU/ml
- زن غیر حامله: <۵ mIU/ml
- بعد از یائسگی: <۵/۹ mIU/ml

توجه: این اعداد فقط به عنوان راهنما داده شده و افزایش این هورمون در هر فرد متفاوت می‌باشد. مقدار مطلق به اندازه سیر تغییرات اهمیت ندارد.

## سونوگرافی
در سونوگرافی از امواج صوتی با فرکانس بالا استفاده می‌شود. این امواج توسط وسیله‌ای که روی شکم یا داخل واژن قرار داده می‌شود، تولید و به بدن منتقل می‌شوند. تشخیص ساک حاملگی که اولین علامت حاملگی در سونوگرافی می‌باشد ۳۵-۳۲ روز پس از LMP در سونوگرافی ترانس ابدومینال امکانپذیر است. معمولاً بی‌اچ‌سی‌جی در این زمان بین MIU/ML ۱۵۰۰-۵۰۰ می‌باشد. در سونوگرافی ترانس ابدومینال تشخیص کیسه زرده و ضربان قلب جنین ۷-۵/۶ هفته پس از LMP امکان‌پذیر است. سونوگرافی ترانس واژینال معمولاً ۶-۴ روز زودتر قادر به شناسایی موارد فوق می‌باشد.
سونوگرافی در تعیین حاملگی و محل آن، سن جنین، چندقلویی، جنسیت جنین، سلامت اندامها، میزان مایع آمنیوتیک و محل جفت نیز به کار می‌رود. تعیین سن حاملگی در سونوگرافی با اندازه‌گیری شاخص‌هایی مانند طول فمور و قطر بین آهیانه‌ای است. در سونو گرافی می‌توان حرکات جنین یا اعضای درونی آن را مشاهده و بررسی نمود. در هفته‌های ۵ الی ۶ حاملگی ضربان قلب جنین قابل مشاهده است.